# Lake Dallas, Texas
Lake Dallas là một thành phố thuộc quận Denton, tiểu bang Texas, Hoa Kỳ. Năm 2010, dân số của xã này là 7105 người.

## Dân số
- Dân số năm 2000: 6166 người.
- Dân số năm 2010: 7105 người.